# دوراهک
دوراهَک، شهری است از توابع بخش مرکزی در شهرستان دیر استان بوشهر که در ۲۸ آذر ۱۳۹۱، به شهر ارتقاء یافته‌است.
دوراهک همچنین مرکز دهستان حومه شهرستان دیر نیز است.

## جمعیت
دوراهک بر اساس سرشماری سال ۱۳۹۵ دارای جمعیت ۴٬۸۵۲ نفر (۱٬۳۶۱ خانوار) بوده‌است.

## وجه تسمیه
نام دوراهک را ظاهراً مشتق از تقاطع دو راه کوچک یکی منتهی به دیر و دیگری به جم گرفته‌اند که در زمان‌های قدیم مردم پشت کوه با عبور از گذرگاه تنگه دوراهک (بیدستان) در این نقطه مسیر خود را به دیر و کنگان جدا می‌کرده‌اند که به لهجه محلی «درک» می‌گویند. این شهر در استان بوشهر از توابع شهرستان دیر واقع در شمال شرقی با فاصله ۱۷ کیلومتری دیر و ۱۹۵ کیلومتری مرکز استان، از شمال به آبدان از جنوب به شهرستان کنگان و از غرب به کوه‌های حاصل از رسوب‌گذاری و عقب‌نشینی دریایی خلیج فارس و از شرق به رشته کوه‌های زاگرس منتهی می‌گردد.